# Graubünden kanton
Graubünden (franciául Grisons, olaszul Grigioni; romansul Grischun) Svájc legkeletibb és egyben legnagyobb kantonja. Neve németül "szürke szövetségeket" jelent és a három középkori politikai szövetségre, az Isten Házának Ligájára, a Szürke Ligára és a Tíz Törvényszék Ligájára utal. A kantonnak három hivatalos nyelve van, a német, az olasz és a romans; ez az egyetlen kanton ahol még beszélik a rétoromán romans nyelvet.

## Földrajz

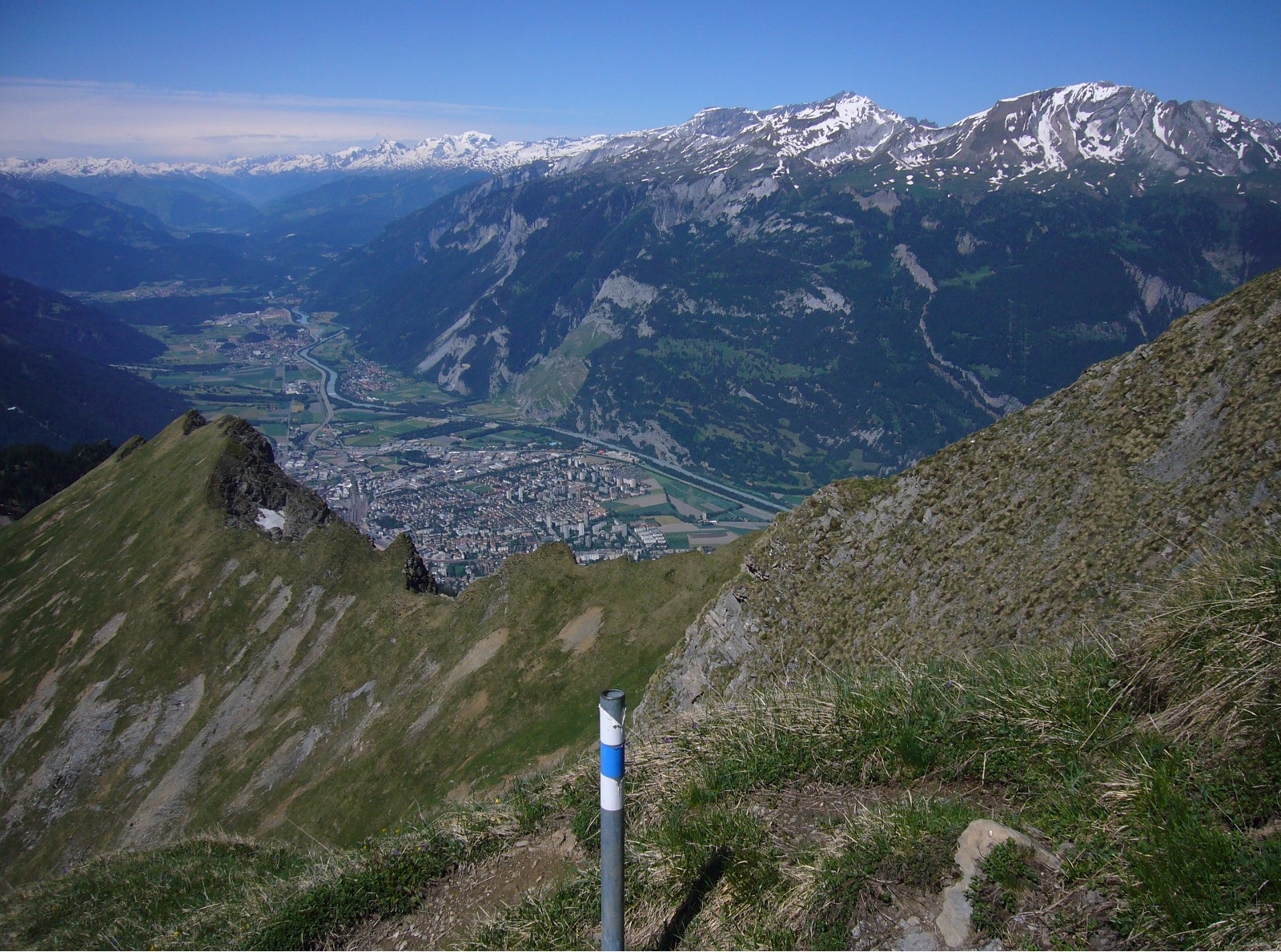
A kanton fővárosa, Chur a magasból

Graubünden a maga 7105 négyzetkilométerével Svájc legnagyobb kantonja. Területének kétharmadát az Alpok magashegységei, egyötödét erdők teszik ki. A hegyekben találhatók a Rajna és az Inn forrásvidékei. Délkeleti részén fekszik Svájc egyetlen nemzeti parkja, a Svájci Nemzeti Park. A sardonai tektonikai törésvonal területét 2008-ban felvették az UNESCO világörökséglistájára. Védett terület a szintén világörökséghez tartozó Val Müstair-i kolostor környéki bioszféra-rezervátum és Parc Ela természeti park.
A Graubündeni Alpok legmagasabb pontja a 4049 méteres Piz Bernina. A hegyekben számos gleccser található, mint az Adula, az Albula, a Silvretta, a Bernina, a Bregaglia vagy a Rätikon.
Graubünden északnyugatról Sankt Gallen, nyugatról Glarus és Uri, délnyugatról pedig Ticino kantonokkal határos. Ezenkívül Olaszország Lombardia és Dél-Tirol, Ausztria Tirol és Vorarlberg tartományaival, valamint Liechtensteini Hercegséggel van közös határa. Közigazgatási központja Chur városa.

## Története
A kanton területének legnagyobb része az i. e. 15-ben megalakított római Raetia provinciához tartozott. A mai fővárost, Churt akkor Curiának hívták.
A középkorban a földek nagy része a churi püspökség birtoka volt. 1367-ben megalakult a püspök túlzott hatalma ellen tiltakozó Isten Háza Liga (Gotteshausbund, Ca' di Dio), majd 1395-ben a Felső-Rajna völgyében a Grauer Bund, a Szürke Liga. A harmadik liga, a Tíz Törvényszék Ligája (Zehngerichtebund) 1436-ban alakult a kihaló Toggenburg grófok birtokán.
A kanton szerveződése felé vezető út első lépéseként Isten Háza és a Tíz Törvényszék 1450-ben szövetségre léptek, amihez a Szürke Liga 1470-ben csatlakozott. 1496-ban a Habsburgok megszerezték a Toggenburgok birtokainak tulajdonjogát, és ekkor a ligák csatlakoztak Svájci Konföderációhoz. A három évvel később kitörő háborúban a Habsburgok vereséget szenvedtek, a ligák területét pedig különálló kantonként ismerték el a konföderáción belül. A churi püspök törvénykezési jogát 1526-ban számolták fel véglegesen.

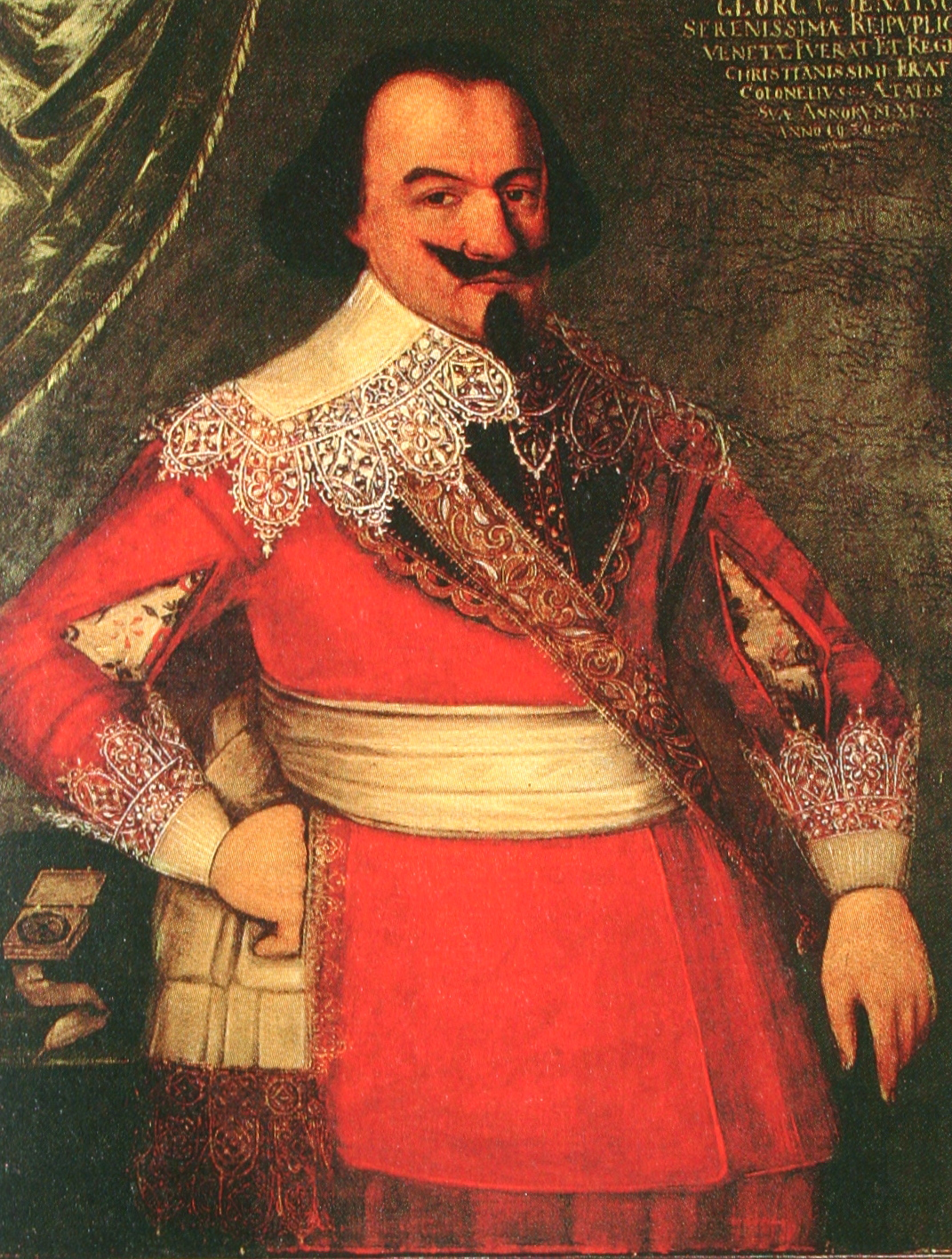
Jörg Jenatsch

1618 és 1639 között, a harmincéves háború idején a kanton a szembenálló protestáns és katolikus frakciók csataterévé vált. Előbbieket Franciaország és Velence, utóbbiakat Ausztria támogatta, így próbálva megszerezni a felügyeletet az alpesi hágók fölött. 1618-ban a fiatal és radikális Jörg Jenatsch lett a Habsburg-ellenes párt feje, aki saját maga felügyelte, ahogyan Nicola Rusca főesperest halálra kínozzák. Válaszul a katolikus Planta-családbeli Giacomo Robustelli hadsereget gyűjtött és fellázadt. 1620. július 18-án a lázadók bevonultak Tiranóba és öldökölni kezdték a protestánsokat. Négy nap alatt végigvonultak Valtellina (Veltlin) völgyén és 5-600 protestánst hánytak kardélre. A többiek elmenekültek, és a völgy kikerült Három Liga befolyása alól.
Jenatsch 1621 februárjában meglepetésszerűen lerohanta Rietberg várát, ahol állítólag személyesen verte agyon egy fejszével a katolikus párt vezérét, Pompeius Plantát. A gyilkosság felbátorította a protestánsokat; összegyűltek, hogy visszavegyék a völgyet, de seregük még azelőtt szétszéledt, mielőtt egyetlen katolikus várost ostrom alá vettek volna. A támadás azonban megfelelő ürügyet szolgáltatott az osztrákoknak a beavatkozásra. Október végére a Habsburgok spanyol és osztrák csapatai egész Graubündent megszállták, és a ligák kénytelenek voltak lemondani Müstair, Alsó-Engadin és Prättigau völgyről. Ezekben a völgyekben betiltották a protestáns vallást, mire Prättigau 1622-ben fellázadt, és kiűzték az osztrák helyőrséget. Ausztria ezután még kétszer, 1623-ban és 1629-ben megszállta a völgyet.
1623-ban a Ligák szövetségre léptek a franciákkal és Velencével. 1627-ben a monzoni békében a franciák és a spanyolok megállapodtak, hogy Valtellina politikai és vallási függetlenséget kap. A segítséget nyújtottak a Ligának, hogy kiűzzék a spanyol katonákat, de Richelieu nem ezután adta vissza a völgyet és nem tette kötelezővé a protestáns vallást. Ezért Jenatsch 1635-ben áttért katolikusnak és zsoldosvezérként felajánlotta szolgálatait a Habsburgoknak. A franciák erre harc nélkül visszavonultak. 1639. január 24-én egy farsangi mulatságban Jürg Jenatschot megölte egy medvének öltözött ismeretlen. Lehetséges, hogy Pompeius Planta fia volt a gyilkos, a legenda szerint ugyanazzal a fejszével ölte meg, amivel Jenatsch meggyilkolta Pompeiust. 1639-ben a Liga megállapodott a Habsburgokkal, hogy Valtellina visszatér az ő felügyeletük alá, de a lakosoknak megengedett a katolikus vallás szabad gyakorlása. 1649-ben és 1652-ben Ausztria visszaadta a korábban elvett Müstair és Alsó-Engadin völgyeket is.
1798-ban Graubünden területe a Helvét Köztársaság Raetia kantonjához került, de alig öt évvel később a Napóleon által létrehozott új Svájci Konföderáció keretén belül újra független kanton lett. Graubünden jelenlegi alkotmányát 1892-ben írták, bár az idők során mintegy harmincszor változtattak rajta. Graubünden mai címerét 1933-ban hozták létre a három liga jelképének kombinálásával.

## Politikai rendszer
A kanton legfelsőbb törvényhozó testülete a Churban székelő Nagytanács (németül Grosser Rat; olaszul Gran Consiglio, romansul Cussegl Grond). 120 tagját 39 körzetben négy évre választják. A végrehajtó hatalmat a tanács által választott öttagú kormány gyakorolja.
Az alkotmány engedélyezi az önkormányzatoknak, hogy saját szintjükön választójogot adjanak a külföldi állampolgároknak. 2009-ben Bregaglia elsőként élt ezzel a jogosítvánnyal.

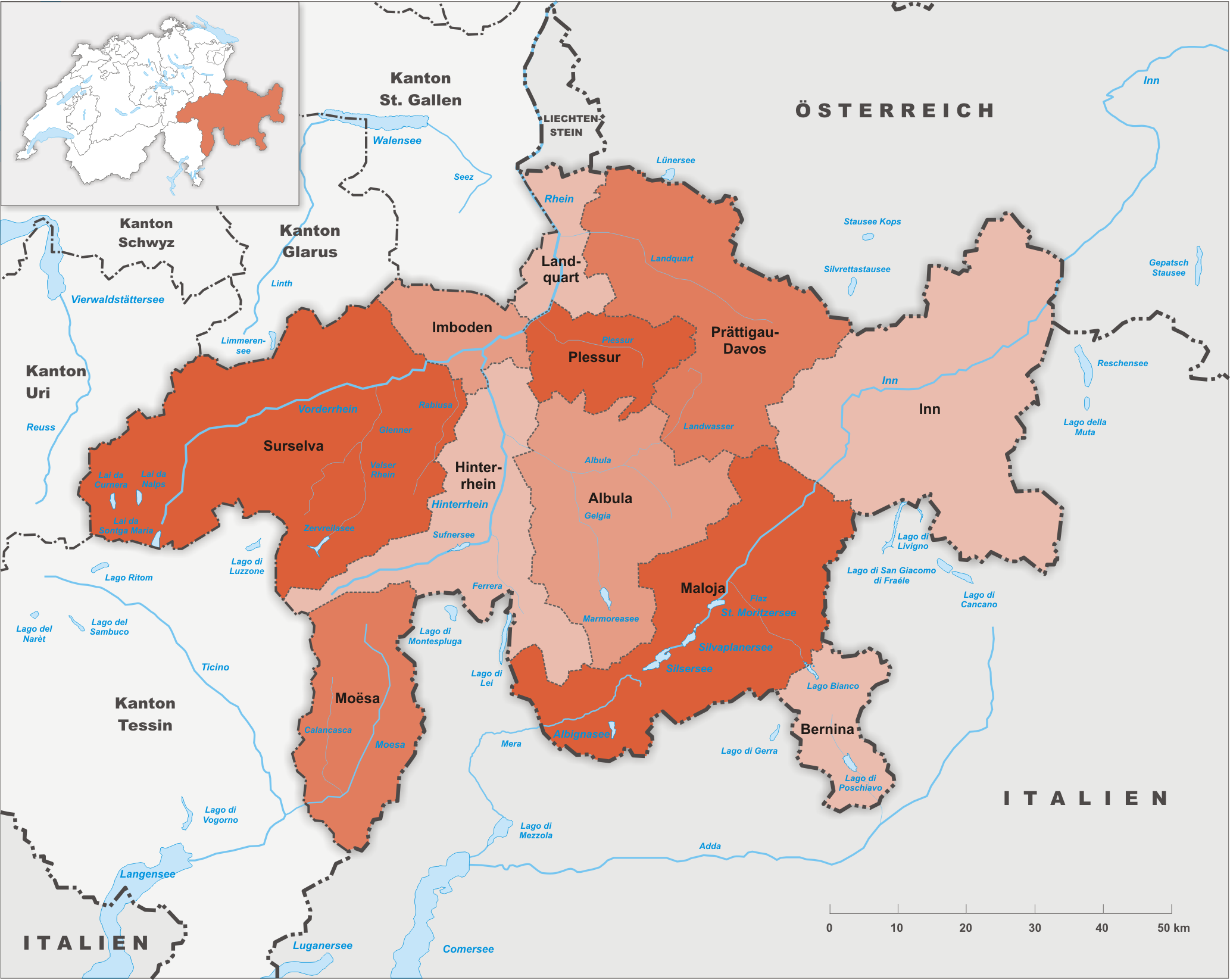
Graubünden kerületei

Graubündent 11 kerületre és 190 községre (önkormányzatra) osztják. A kerületek a következők:
- Albula, központja Tiefencastel
- Bernina, központja Poschiavo
- Hinterrhein, központja Thusis
- Imboden, központja Domat/Ems
- Inn, központja Scuol
- Landquart, központja Igis
- Maloja, központja Samedan
- Moesa, központja Roveredo
- Plessur, központja Chur
- Prättigau/Davos, központja Davos
- Surselva, központja Ilanz

## Lakossága

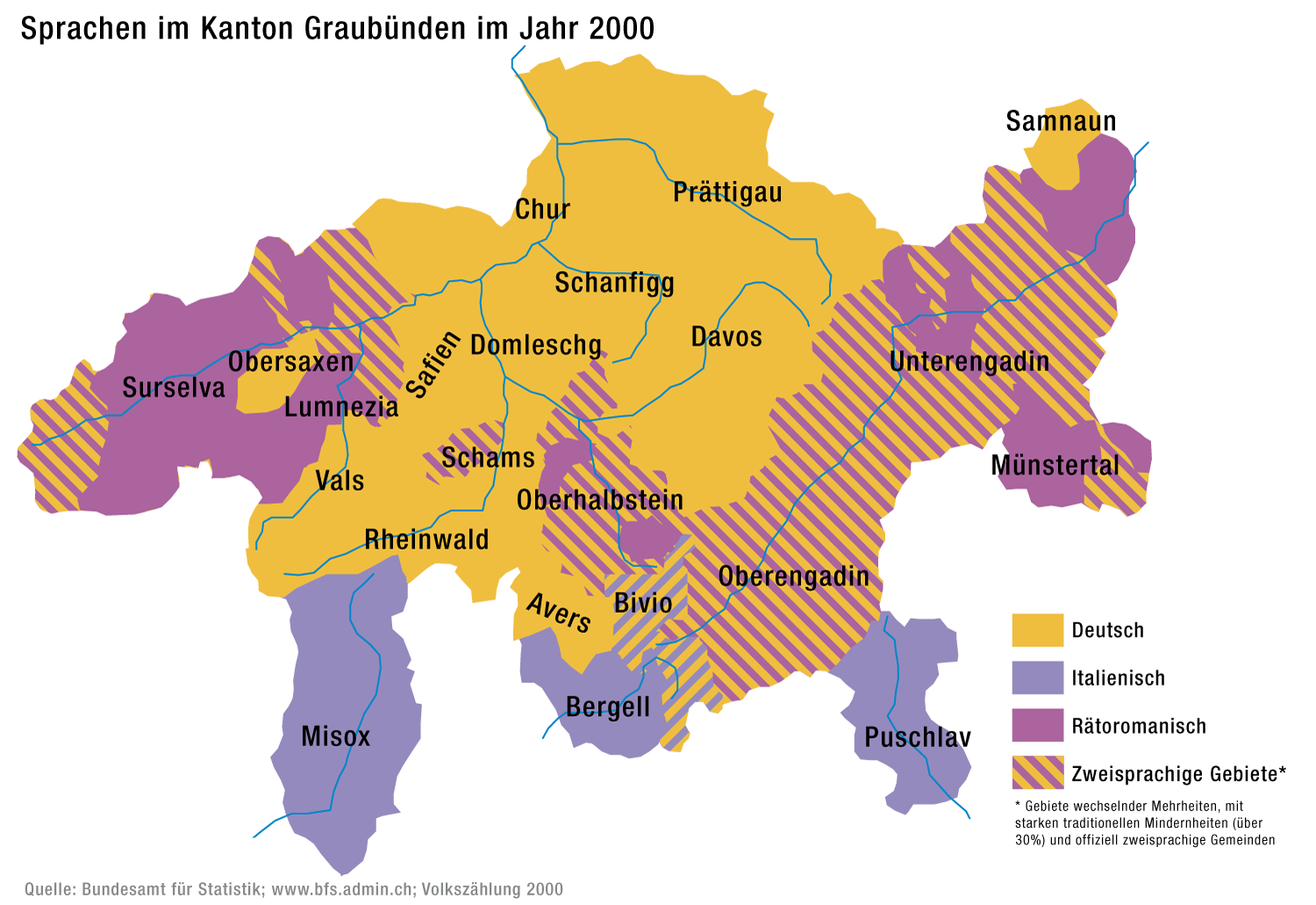
A nyelvek megoszlása

A kanton lakossága a 2012. december 31-i felmérés szerint 193 920 volt. 2007-ben a 28 008 külföldi állampolgár tartózkodott Graubündenben, a teljes lakosság 14,84%-a. A lakosok 38,2%-a vallotta magát katolikusnak, 26,9%-a reformátusnak, 21,4%-a pedig felekezet nélkülinek. Jellemzően a német ajkúak reformátusok, az olasz és romans anyanyelvűek inkább római katolikusok.
Graubünden az egyetlen svájci kanton, amelyiknek három hivatalos nyelve van: a német inkább északon elterjedt (a lakosság 68%-ának anyanyelve), a romans Engadin és Disentis/Mustér környékén (15%) és az olasz délen (10%).
A romans a rétoromán nyelvek gyűjtőfogalma, amely a sursilvan, sutsilvan, surmiran, puter és vallader dialektusokat fogja össze. Nemzeti nyelvként 1938, hivatalos nyelvként pedig 1996 óta elfogadott Svájcban.

## Gazdaság
A munkaképes népesség 8%-a dolgozik a mezőgazdaságban és az erdészetekben, a termés fele biogazdálkodásból származik. A mezőgazdaságban nagy szerepet játszik a szarvasmarhák, juhok és kecskék alpesi réteken való legeltetése. Churtól északra, a Rajna völgyében szőlőművelés és bortermelés is folyik. A kanton kormányzata a mezőgazdaság támogatásával igyekszik elérni, hogy az eldugottabb falvak lakossága ne költözzön a városokba.
A dolgozók 24%-át az iparban, 68%-át pedig a szolgáltatásokban foglalkoztatják. A kanton GDP-jének 14%-a származik a Davos, St. Moritz és Flims köré koncentrálódó turizmusból.

## Közlekedés

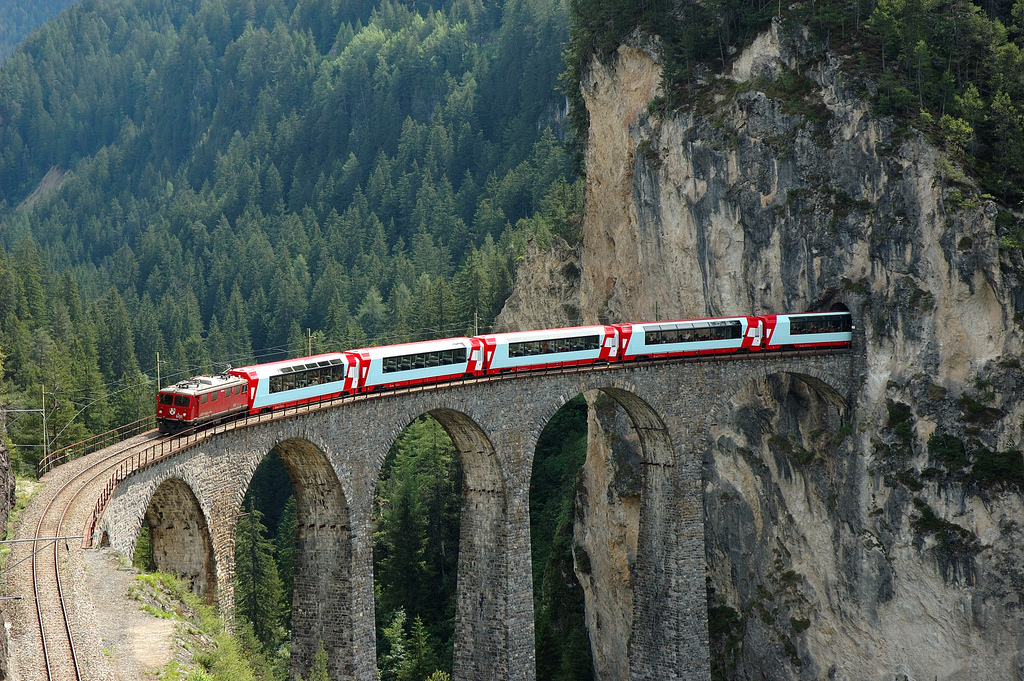
Az Albula-vasút

A vasúti közlekedést a kanton területén túlnyomórészt a Rhätische Bahn (RhB) biztosítja metrikus nyomtávú hálózatán. Az SBB normál nyomtávú hálózatára Churban és Landquartban lehet átszállni, míg a Bernina-vasút tiranói végállomása az olasz vasúthálózattal érintkezik.

## Világörökségi helyszínek
Graubündenben három világörökségi helyszín is található:
- a müstairi Szent János-kolostor
- a svájci tektonikus terület Sardonában
- az albulai és berninai vasút

## Fordítás
- Ez a szócikk részben vagy egészben  a   Graubünden című angol Wikipédia-szócikk ezen változatának fordításán alapul.  Az eredeti cikk szerkesztőit annak laptörténete sorolja fel. Ez a jelzés csupán a megfogalmazás eredetét és a szerzői jogokat jelzi, nem szolgál a cikkben szereplő információk forrásmegjelöléseként.